# Éric Dumage
Éric Dumage est un directeur de la photographie français.
Il est surtout connu pour avoir cosigné la photographie du film de Luc Jacquet Le Renard et l'Enfant.
Il est secrétaire de l'Association française des directeurs de la photographie cinématographique.

## Filmographie
- 1978 : La Voix de son maître de Gérard Mordillat et Nicolas Philibert
- 1991 : Jesuit Joe d'Olivier Austen
- 2006 : L'Enfant d'une autre (téléfilm) de Virginie Wagon
- 2007 : Le Renard et l'Enfant de Luc Jacquet